# Invasão Toi
A invasão Toi (刀伊の入寇, Toi no nyūkō) foi o saque que piratas jurchen fizeram no norte da ilha japonesa de Kyushu em 1019. Toi (되, Doe) significa "bárbaro" na língua coreana da época.
De Goryeo os piratas  partiram com 50 navios e saquearam as ilhas de Iki, Tsushima e a baía de Hakata em Kyushu. Usando a ilha Noko como base, esvaziaram vilas e sequestraram moradores japoneses para usá-los como escravos. 
Nesse momento, Fujiwara no Takaie, era o Shitōkan (四等官, Vice-rei de Dazaifu) (centro administrativo de Kyushu). Ele reuniu soldados e de maneira bem sucedida conseguiu conter a invasão. 
Alguns coreanos foram capturados pelos soldados japoneses em Matsura, mas eles não eram piratas. Uns meses depois, uma delegação de Goryeo relatou ante os japoneses que as forças de seu país atacaram os piratas nas zonas periféricas da localidade coreana de Wonsan e resgataram 260 japoneses, os relatórios detalhados foram disponibilizados por duas mulheres cativas, Kura no Iwame e Tajihi no Akomi.